# Жанакуш (Туркестанская область)
Жанакуш (каз. Жаңакүш) — село в Толебийском районе Туркестанской области Казахстана. Входит в состав Зертасского сельского округа. Код КАТО — 515843200.

## Население
В 1999 году население села составляло 152 человека (79 мужчин и 73 женщины). По данным переписи 2009 года, в селе проживали 253 человека (134 мужчины и 119 женщин).